# Kiana (cantant)
Kiana Jade Blanckert, coneguda monònimament com a Kiana   (Perth, 25 de febrer de 2007), és una cantant i ballarina sueca. Va guanyar renom com a subcampiona del programa de televisió Talang 2021 i com a finalista en el Melodifestivalen 2023 amb la cançó «Where Did You Go».

## Vida primerenca
Malgrat néixer a Perth, on havia estat criada la seva mare, a dos anys va mudar-se a Suècia. Actualment, té tant la nacionalitat australiana com la sueca.

## Carrera
El 2021, després que la presentadora televisiva Bianca Ingrosso la descobrís a l'escola on estudiava, va audicionar per a entrar al programa musical Talang. Hi va interpretar «When We Were Young» de l'artista anglesa Adele. Va arribar fins a la semifinal, emesa en directe el 12 de març de 2021, on va convertir-se en finalista. A la final, va acabar empatada en segon lloc.
El 25 de febrer del 2023, va competir a la quarta ronda del Melodifestivalen a Malmö amb el tema «Where Did You Go». Va passar primer a la semifinal i després a la final a Estocolm, on va obtenir el sisè lloc amb 76 punts, per darrere de Theoz i per davant de Paul Rey.

## Discografia

### Senzills
- «Where Did You Go» (2023)